# Klis
Klis je naselje na Hrvaškem, ki je središče občine Klis v Splitsko-dalmatinski županiji. Krajevna znamenitost je Trdnjava Klis.
Naselje leži okoli 9 km severovzhodno od Splita ob cesti D1 (E71), ki čez prelaz med gorskima hrbtoma Kozjak in Mosor povezuje Split preko Knina z Zagrebom. Sledovi življenja iz neolitika so bili najdeni v bližnji votlini Krčine. Prva trdnjava, kasneje povečana pod Turki in Benečani, je bila postavljena leta 852 kot dvor kneza Trpimira. V času hrvaških vladarjev je bil Klis središče starohrvaške županije. V 10. stoletju se v starih listinah omenja kot Parathalassia. Od 12. stoletja dalje so Klisu vladali razni gospodarji. Turška vojska je Klis zavzela leta 1537, trdnjavo utrdila in postavila mošejo z minaretom. Pod trdnjavo so zgradili eden nad drugim tri pasove obrambnih zidov. Tega leta je postal središče Kliškega sandžaka. Benečani so Klis zavzeli leta 1648 in trdnjavo utrdili po sodobnih strateških načelih, mošejo preuredili v cerkev, minaret pa porušili. Jedro starega dela naselja z današnjo podobo je iz časov, ko so Benečani izvedli zadnje obnove leži pa pod razvalinami srednjeveške trdnjave.  Pod trdnjavo je naselje Klis. V naselju se je ohranil star turški vodnjak. Župnijska cerkev Uznesenja Blažene Djevice Marije je poslikana s freskami Vjekoslava Paraća s prizori iz zgodovine kraja. Po koncu vladanja Benečanov je leta 1797 Klis postal last Habsburžanov, ki so kraju vladali do propada monarhije, z vmesnim obdobjem med leti 1805 do 1809, ko je pripadal fracozom in 1809 do 1813, ko je bil del ilirskih provinc.

## Demografija
| Pregled števila prebivalcev po letih | Pregled števila prebivalcev po letih | Pregled števila prebivalcev po letih | Pregled števila prebivalcev po letih | Pregled števila prebivalcev po letih | Pregled števila prebivalcev po letih | Pregled števila prebivalcev po letih | Pregled števila prebivalcev po letih | Pregled števila prebivalcev po letih | Pregled števila prebivalcev po letih | Pregled števila prebivalcev po letih | Pregled števila prebivalcev po letih | Pregled števila prebivalcev po letih | Pregled števila prebivalcev po letih | Pregled števila prebivalcev po letih |
| ------------------------------------ | ------------------------------------ | ------------------------------------ | ------------------------------------ | ------------------------------------ | ------------------------------------ | ------------------------------------ | ------------------------------------ | ------------------------------------ | ------------------------------------ | ------------------------------------ | ------------------------------------ | ------------------------------------ | ------------------------------------ | ------------------------------------ |
| 1857                                 | 1869                                 | 1880                                 | 1890                                 | 1900                                 | 1910                                 | 1921                                 | 1931                                 | 1948                                 | 1953                                 | 1961                                 | 1971                                 | 1981                                 | 1991                                 | 2001                                 |
| 1082                                 | 1196                                 | 1248                                 | 1442                                 | 1704                                 | 2018                                 | 2212                                 | 2700                                 | 2251                                 | 2364                                 | 2464                                 | 2176                                 | 1827                                 | 2320                                 | 2557                                 |